# Giratronchi

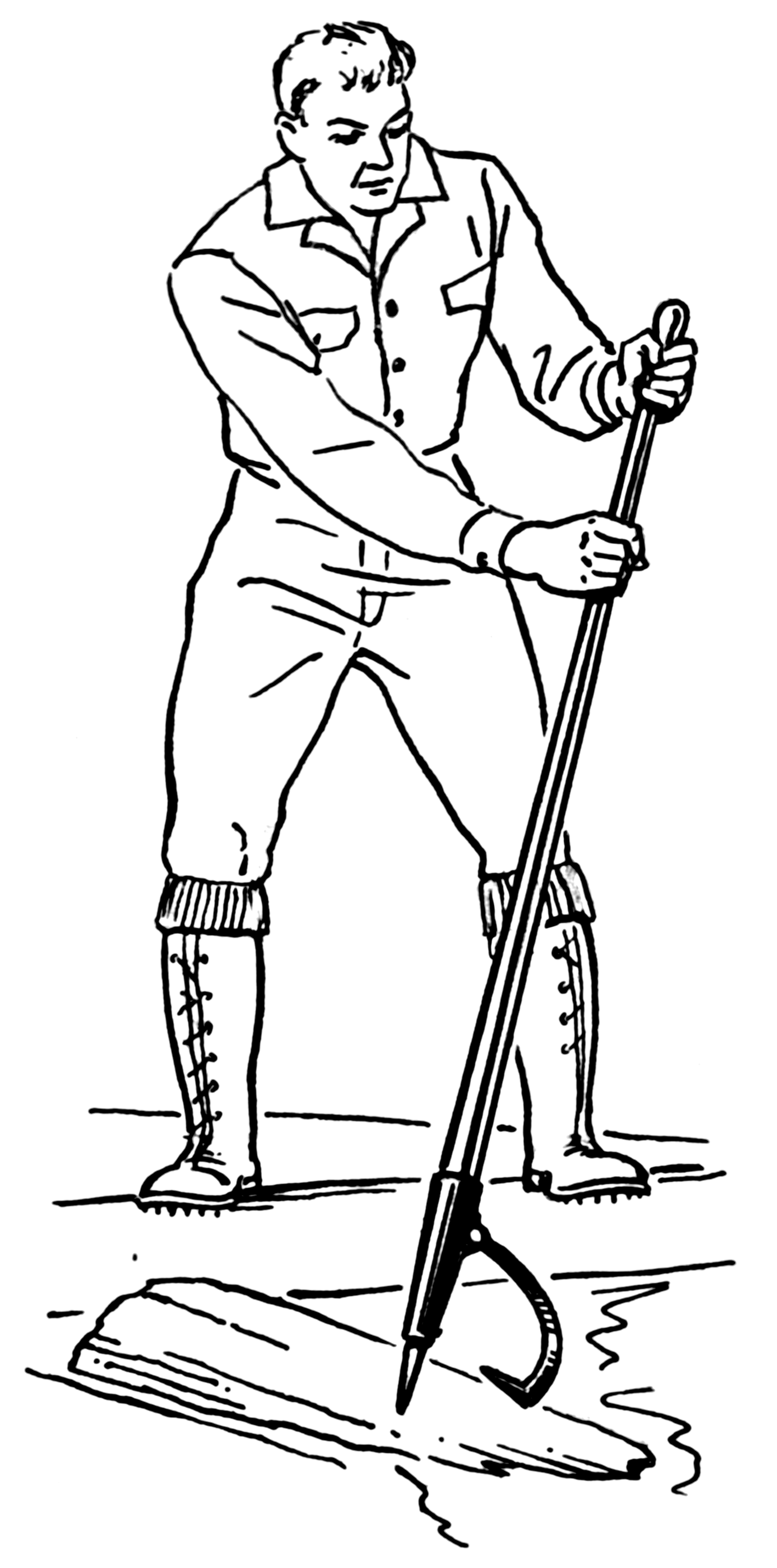
La variante del giratronchi chiamata peavy.

Il giratronchi è un attrezzo utilizzato nella lavorazione e movimentazione dei tronchi, formato da un manico lungo da 80 a 130 cm che può essere in legno, alluminio o fibra di vetro, con una punta metallica ed un uncino posto alla fine di un braccio metallico incernierato al manico, poco al di sopra della punta.
Mentre la punta viene utilizzata per infilzare e tenere fermo il tronco, il gancio laterale consente di girarlo o trainarlo: una volta agganciato il tronco, infatti, l'utilizzatore può usare il manico come leva.
Esistono due varianti di questo attrezzo. La variante più antica non ha una punta alla fine del bastone ma una base piatta o al massimo dentellata ed in questo caso, nel mondo anglosassone, lo strumento viene chiamato cant hook. La seconda variante, di più recente invenzione, ha una punta alla fine del manico che garantisce una migliore presa sul tronco ed in questo caso lo strumento viene chiamato peavey dal nome del suo inventore, Joseph Peavey, un fabbro del Maine che, nel 1858, lo elaborò a partire da un cant hook.

## Galleria d'immagini

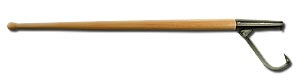
La variante del giratronchi chiamata cant hook.
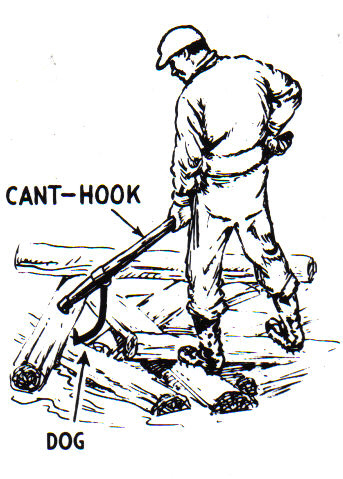
L'utilizzo del cant hook.
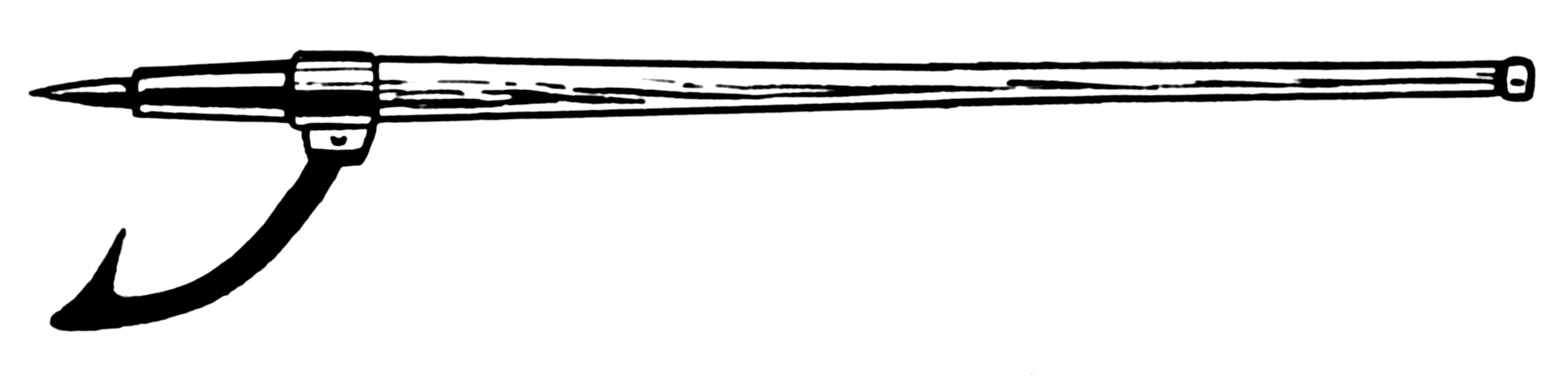
Un peavey è un cant hook con una punta.
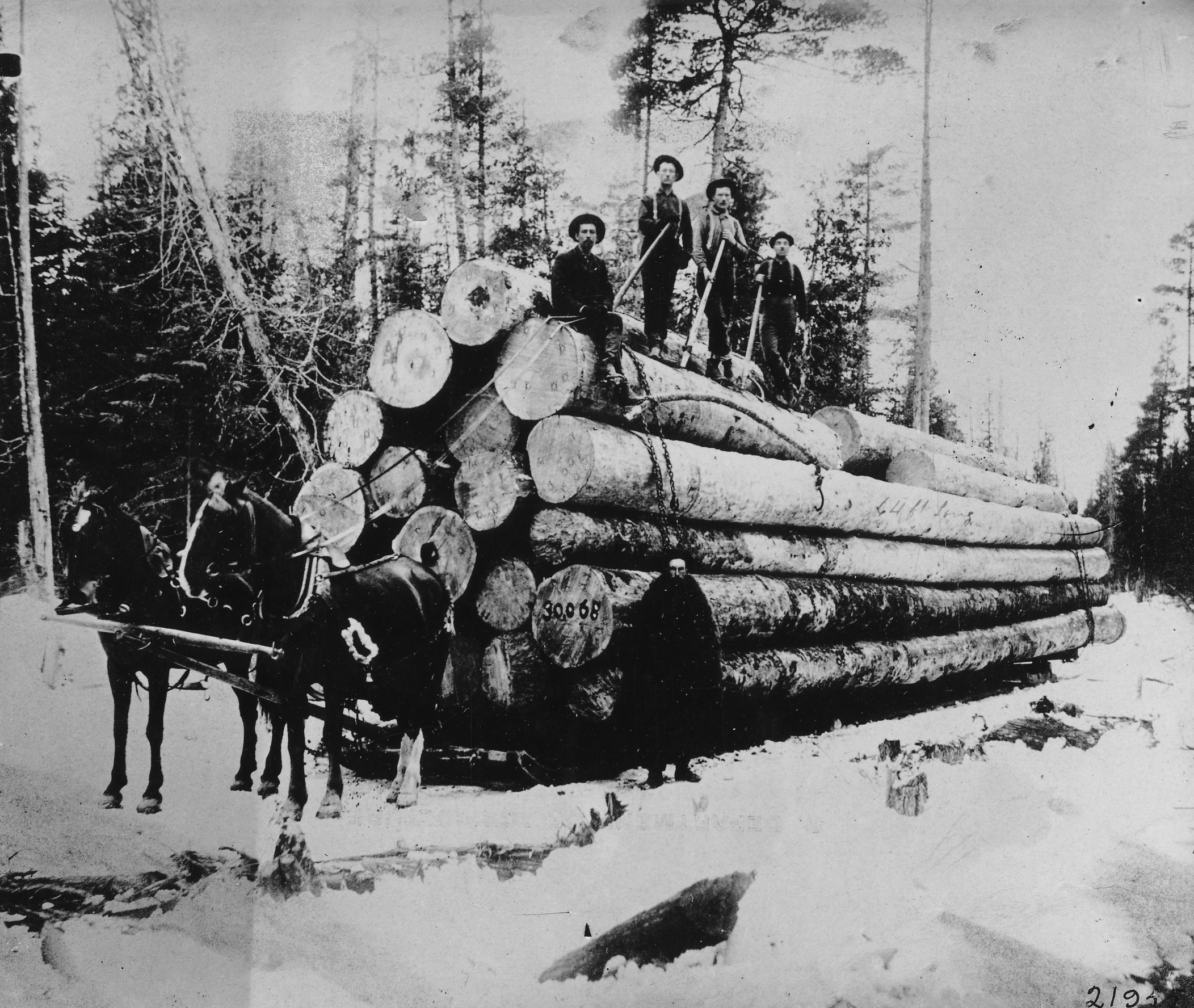
Tronchi caricati su una slitta utilizzando i giratronchi visibili nelle mani dei tre uomini in piedi.